# 治平勝算全書
治平勝算全書是一部清代的兵家書籍，作者為年羹堯，全書共12卷，有455幅插圖。有另一部保存在日本的手抄本有20卷長。